# Thanatopsis
Thanatopsis es una banda estadounidense de rock progresivo, compuesta por el guitarrista Buckethead, el tecladista Travis Dickerson y el baterista Ramy Antoun. El nombre de la banda se debe al poema de William Cullen Bryant del mismo nombre. La banda ha publicado 4 discos:  Thanatopsis en 2001, Axiology en 2003, Anatomize en 2006 y Requiem en 2015.

## Discografía
- Thanatopsis (2001)
- Axiology (2003)
- Anatomize (2006)
- Requiem (2015)

## Miembros de la banda
- Buckethead - Guitarras eléctricas , Guitarras acústicas
- Travis Dickerson - Teclados , Producción
- Ramy Antoun - Batería